# Lista de instituições de preservação do patrimônio do Brasil
Esta é uma lista de instituições de preservação do patrimônio do Brasil, nos âmbitos federal, estadual e municipal:

## Federal
| Instituição                                                    | Vinculada à/ao        | Legislação                                                       | Lista                             |
| Instituto do Patrimônio Histórico e Artístico Nacional (IPHAN) | Ministério da Cultura | Lei brasileira de preservação do patrimônio histórico e cultural | Lista de bens tombados pelo IPHAN |

## Estadual
| UF                  | Instituição                                                                                  | Vinculada à/ao                                                                                                 | Lista                                  |
| Acre                | Departamento de Patrimônio Histórico e Cultural do Estado do Acre (DPHC)                     | Fundação de Cultura e Comunicação Elias Mansour                                                                |                                        |
| Alagoas             | Secretaria de Estado da Cultura de Alagoas (Secult-AL)                                       | Governo de Alagoas                                                                                             |                                        |
| Amapá               | Secretaria de Estado da Cultura do Amapá (Secult-AP)                                         | Governo do Amapá                                                                                               |                                        |
| Amazonas            | Conselho Estadual de Defesa do Patrimônio Histórico e Artístico do Amazonas (CEDPHA)         | Governo do Amazonas                                                                                            |                                        |
| Bahia               | Instituto do Patrimônio Artístico e Cultural da Bahia (IPAC)                                 | Secretaria de Cultura do Estado da Bahia (Secult-BA)                                                           |                                        |
| Ceará               | Coordenadoria de Patrimônio Histórico Cultural (COPAHC)                                      | Secretaria da Cultura do Estado do Ceará (Secult-CE)                                                           |                                        |
| Distrito Federal    | SUPAC                                                                                        | Secretaria de Estado de Cultura do Distrito Federal                                                            |                                        |
| Espírito Santo      | Gerência de Memória e Patrimônio (GMP)                                                       | Secretaria de Estado de Cultura do Espírito Santo (Secult-ES)                                                  |                                        |
| Goiás               | Superintendência de Preservação de Patrimônio Cultural                                       | Secretaria de Estado de Educação, Cultura e Esporte de Goiás (SEDUCE)                                          |                                        |
| Maranhão            | Superintendência do Patrimônio Cultural (SPC)                                                | Secretaria de Estado da Cultura e Turismo do Maranhão (SECTUR)                                                 |                                        |
| Mato Grosso         | Coordenadoria de Patrimônio Cultural                                                         | Secretaria de Estado de Cultura, Esporte e Lazer de Mato Grosso (SECEL)                                        |                                        |
| Mato Grosso do Sul  | Fundação de Cultura de Mato Grosso do Sul (FCMS)                                             | Secretaria de Estado de Cultura e Cidadania de Mato Grosso do Sul (SECC)                                       |                                        |
| Minas Gerais        | Instituto Estadual do Patrimônio Histórico e Artístico de Minas Gerais (IEPHA)               | Secretaria de Estado de Cultura de Minas Gerais (SEC)                                                          |                                        |
| Pará                | Departamento de Patrimônio Histórico, Artístico e Cultural (DPHAC)                           | Secretaria de Estado de Cultura do Pará (Secult-PA)                                                            |                                        |
| Paraíba             | Instituto do Patrimônio Histórico e Artístico do Estado da Paraíba (IPHAEP)                  | Secretaria de Estado da Cultura da Paraíba (Secult-PB)                                                         |                                        |
| Paraná              | Coordenação do Patrimônio Cultural (CPC)                                                     | Secretaria de Estado da Cultura do Paraná                                                                      |                                        |
| Pernambuco          | Fundação do Patrimônio Histórico e Artístico de Pernambuco (Fundarpe)                        | Secretaria de Estado da Cultura de Pernambuco (Secult-PE)                                                      |                                        |
| Piauí               | Coordenação de Patrimônio Cultural do Piauí (CRC)                                            | Fundação Cultural do Piauí (FUNDAC)                                                                            |                                        |
| Rio de Janeiro      | Instituto Estadual do Patrimônio Cultural (INEPAC)                                           | Secretaria de Estado da Cultura do Rio de Janeiro (SEC)                                                        |                                        |
| Rio Grande do Norte | Fundação José Augusto                                                                        | Governo do Rio Grande do Norte                                                                                 |                                        |
| Rio Grande do Sul   | Instituto do Patrimônio Histórico e Artístico do Estado do Rio Grande do Sul (IPHAE)         | Secretaria da Cultura, Turismo, Esporte e Lazer do Estado do Rio Grande do Sul (SEDACTEL)                      | Lista de bens tombados pelo IPHAE      |
| Rondônia            | Secretaria de Estado da Juventude, Esporte, Cultura e Lazer de Rondônia (SEJUCEL)            | Governo de Rondônia                                                                                            |                                        |
| Roraima             | Secretaria de Estado da Cultura de Rondônia (Secult-RR)                                      | Governo de Roraima                                                                                             |                                        |
| Santa Catarina      | Fundação Catarinense de Cultura (FCC)                                                        | Secretaria de Estado de Turismo, Cultura e Esporte de Santa Catarina (SOL)                                     |                                        |
| São Paulo           | Conselho de Defesa do Patrimônio Histórico, Arqueológico, Artístico e Turístico (CONDEPHAAT) | Secretaria da Cultura do Estado de São Paulo                                                                   | Lista de bens tombados pelo Condephaat |
| Sergipe             | Conselho Estadual de Cultura                                                                 | Secretaria de Estado da Cultura de Sergipe (Secult-SE)                                                         |                                        |
| Tocantins           | Superintendente de Desenvolvimento da Cultura                                                | Secretaria de Desenvolvimento Econômico, Ciência, Tecnologia, Turismo e Cultura do Estado do Tocantins (SEDEN) |                                        |

## Municipal
| UF        | Município  | Instituição | Vinculada à/ao                               | Lista                                |
| São Paulo | São Carlos | Fundação Pró-Memória de São Carlos                                                                                | Lista de bens históricos de São Carlos       |                                      |
| São Paulo | São Paulo  | Conselho Municipal de Preservação do Patrimônio Histórico, Cultural e Ambiental da Cidade de São Paulo (Conpresp) | Secretaria Municipal de Cultura de São Paulo | Lista de bens tombados pelo Conpresp |
| São paulo | Icém       | Projeto de preservação e conservação dos patrimônios materiais e imateriais de Icém/SP.                           | PEI - EE João Ribeiro da Silveira (3ºB) 2023 |                                      |